# Open Parc Auvergne-Rhône-Alpes Lyon 2019 - Qualificazioni singolare
Le qualificazioni del singolare del Open Parc Auvergne-Rhône-Alpes Lyon 2019 sono state un torneo di tennis preliminare per accedere alla fase finale della manifestazione. I vincitori dell'ultimo turno sono entrati di diritto nel tabellone principale. In caso di ritiro di uno o più giocatori aventi diritto a questi sono subentrati i lucky loser, ossia i giocatori che hanno perso nell'ultimo turno ma che avevano una classifica più alta rispetto agli altri partecipanti che avevano comunque perso nel turno finale.

## Teste di serie
1. Lloyd Harris (ultimo turno, lucky loser)
2. Alexander Bublik (primo turno)
3. Jiří Veselý  (qualificato)
4. Alexei Popyrin (primo turno)

1. Grégoire Barrère (ultimo turno)
2. Antoine Hoang (primo turno)
3. Quentin Halys (ultimo turno)
4. Maxime Janvier (qualificato)

## Qualificati
1. Maxime Janvier
2. Jannik Sinner

1. Jiří Veselý
2. Steven Diez

### Lucky loser
1. Lloyd Harris

1. Tristan Lamasine

## Tabellone qualificazioni

### Legenda
| - Q = Qualificato - WC = Wild card - LL = Lucky loser | - ALT = Alternate - SE = Special Exempt - PR = Protected Ranking | - w/o = Walkover - r = Ritirato - d = Squalificato |

### Sezione 1
|  | Primo turno | Primo turno       | Primo turno | Primo turno | Primo turno |  |  | Ultimo turno | Ultimo turno   | Ultimo turno   | Ultimo turno | Ultimo turno |  |
|  |             |                   |             |             |             |  |  |              |                |                |              |              |  |
|  | 1           | Lloyd Harris      | 3           | 6           | 6           |  |  |              |                |                |              |              |  |
|  |             | Kenny de Schepper | 6           | 3           | 2           |  |  | 1            | Lloyd Harris   | Lloyd Harris   | 1            | 4            |  |
|  |             | Guilherme Clezar  | 5           | 6           | 4           |  |  | 8            | Maxime Janvier | Maxime Janvier | 6            | 6            |  |
|  | 8           | Maxime Janvier    | 7           | 4           | 6           |  |  |              |                |                |              |              |  |

### Sezione 2
|  | Primo turno | Primo turno      | Primo turno | Primo turno | Primo turno |  |  | Ultimo turno | Ultimo turno     | Ultimo turno     | Ultimo turno | Ultimo turno |  |
|  |             |                  |             |             |             |  |  |              |                  |                  |              |              |  |
|  | 2           | Alexander Bublik | 2           | 6           | 5           |  |  |              |                  |                  |              |              |  |
|  |             | Tristan Lamasine | 6           | 2           | 7           |  |  |              | Tristan Lamasine | Tristan Lamasine | 4            | 3            |  |
|  | WC          | Jannik Sinner    | 6           | 5           | 6           |  |  | WC           | Jannik Sinner    | Jannik Sinner    | 6            | 6            |  |
|  | 6           | Antoine Hoang    | 4           | 7           | 1           |  |  |              |                  |                  |              |              |  |

### Sezione 3
|  | Primo turno | Primo turno      | Primo turno | Primo turno | Primo turno |  |  | Ultimo turno | Ultimo turno     | Ultimo turno | Ultimo turno | Ultimo turno |  |
|  |             |                  |             |             |             |  |  |              |                  |              |              |              |  |
|  | 3           | Jiří Veselý      | Jiří Veselý | 6           | 6           |  |  |              |                  |              |              |              |  |
|  |             | Nicola Kuhn      | Nicola Kuhn | 4           | 4           |  |  | 3            | Jiří Veselý      | 3            | 6            | 6            |  |
|  | WC          | Hugo Grenier     | 7           | 4           | 65          |  |  | 5            | Grégoire Barrère | 6            | 3            | 2            |  |
|  | 5           | Grégoire Barrère | 63          | 6           | 7           |  |  |              |                  |              |              |              |  |

### Sezione 4
|  | Primo turno | Primo turno            | Primo turno            | Primo turno | Primo turno |  |  | Ultimo turno | Ultimo turno  | Ultimo turno | Ultimo turno | Ultimo turno |  |
|  |             |                        |                        |             |             |  |  |              |               |              |              |              |  |
|  | 4           | Alexei Popyrin         | 4                      | 6           | 5           |  |  |              |               |              |              |              |  |
|  |             | Steven Diez            | 6                      | 3           | 7           |  |  |              | Steven Diez   | 6            | 3            | 6            |  |
|  |             | Mario Vilella Martínez | Mario Vilella Martínez | 62          | 2           |  |  | 7            | Quentin Halys | 2            | 6            | 3            |  |
|  | 7           | Quentin Halys          | Quentin Halys          | 7           | 6           |  |  |              |               |              |              |              |  |